# Троченко Дмитро Петрович
Троченко (Тротченко, Трочченко) Дмитро Петрович (29 листопада 1862 — 1933) — український кобзар.

## Життєпис
Народився в Лютівка Богодухівського повіту Харківської губернії. Втратив зір у юнацькому віці.
Був одним з учителів Павла Гащенка. За свідченням Степана Пасюги, великий вплив на нього справив цехмайстер Хведір Ївлампійович Вовк.
У 1911–1912 роках разом виступає разом з Гащенком і Петром Древченком. Грав на бандурі і лірі. Мав високі оцінки як із боку кобзарів, так і музикознавців.

## Думи
Знав багато дум і старин, але «на люди» (для інтелігенції) співав лише чотири:
- Плач невольників,
- Три брати Озовські (або «Втеча трьох братів з Азова»),
- Удова і три сина,
- Дума про Івася Коновченко.